# Mixocyclops crozetensis
Mixocyclops crozetensis is een eenoogkreeftjessoort uit de familie van de Cyclopidae. De wetenschappelijke naam van de soort is voor het eerst geldig gepubliceerd in 1944 door Kiefer.